# Alouette leucoptère

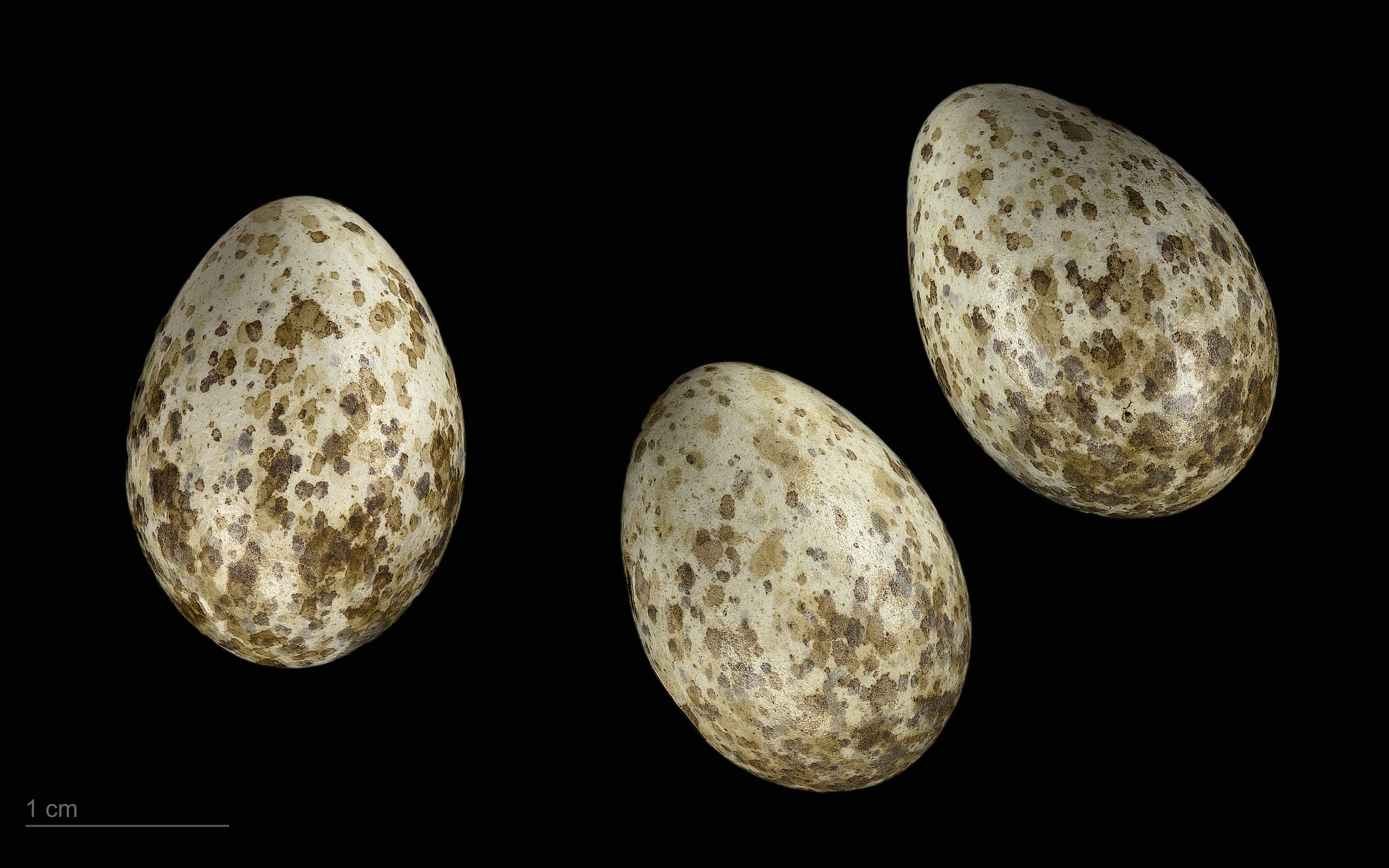
Œufs dAlauda leucoptera - Muséum de Toulouse.

Alauda leucoptera
Espèce
Répartition géographique
- présence constante
- présence estivale
- présence hivernale

Statut de conservation UICN

 LC  : Préoccupation mineure
L'Alouette leucoptère (Alauda leucoptera) est une espèce d'oiseaux passereaux de la famille des Alaudidae.

## Description
L'Alouette leucoptère mesure 17 à 19 centimètres de long, du bec à la queue, pour une envergure de 35 centimètres et un poids compris entre 36 à 52 grammes. Le mâle et la femelle se distinguent par la couleur de leur calotte et de leurs couvertures parotiques (leurs « joues »), celles du mâle sont brun-roux tandis que celles de la femelle sont gris-brun striée de foncé. C'est le seul dimorphisme sexuel de l'espèce. Les yeux sont noirs, entouré d'un cercle occulaire clair. Les rémiges secondaires de cette alouette sont blanches, ce qui la distingue des autres alouettes.

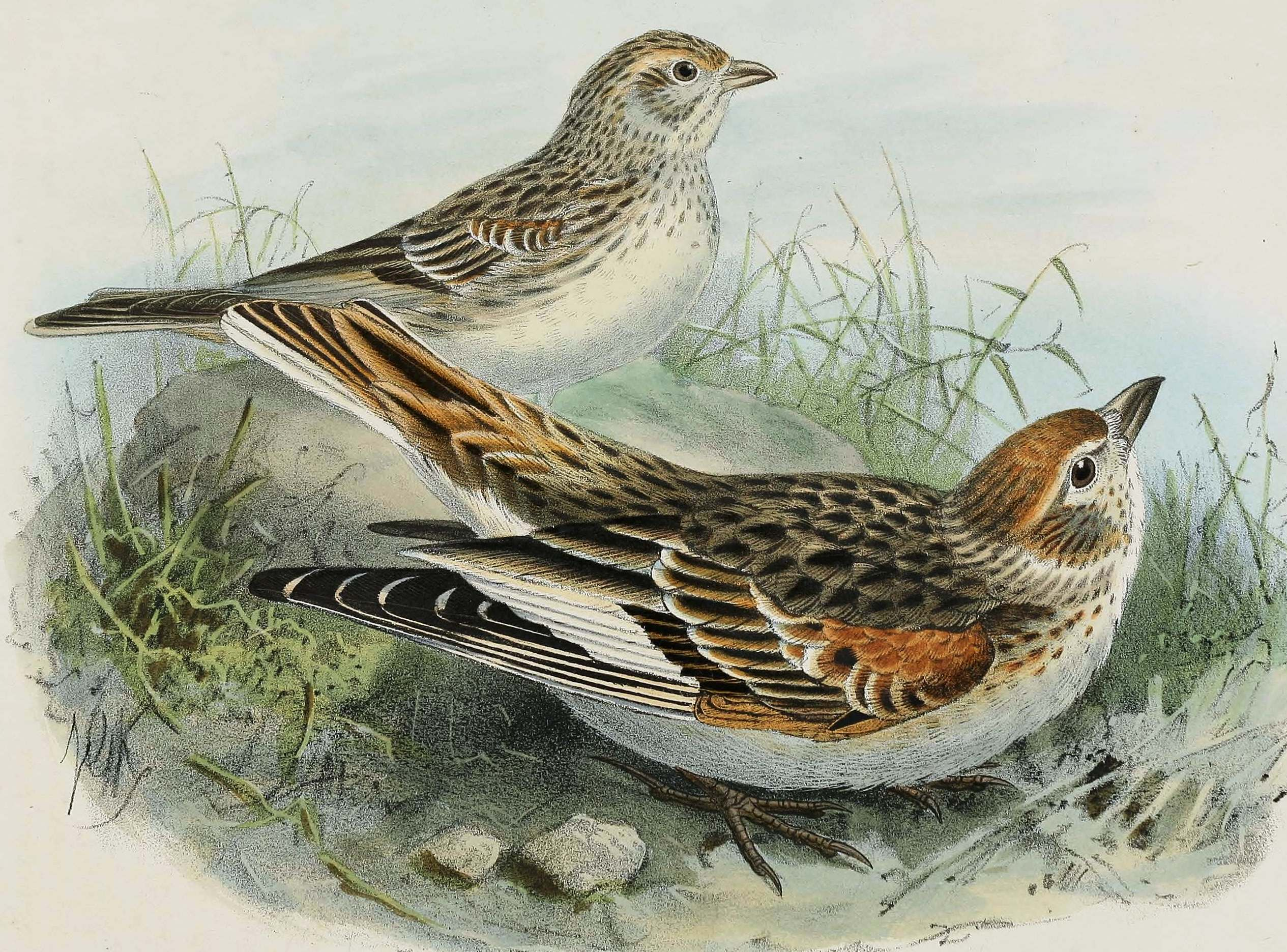
Un mâle (devant) et une femelle (derrière).

## Mode de vie

### Habitat et répartition
Cet oiseau fréquente les steppes et les landes sèches du Kazakhstan et du sud de la Russie ; son aire d'hivernage s'étend jusqu'à la mer Noire.

### Alimentation
Le menu de l'Alouette leucoptère est exclusivement constitué de graines, sauf durant la période de nidification, lors de laquelle elle se nourrit aussi d'insectes.

### Reproduction
Dès la fin du mois de mars, les couples arrivent sur les lieux de reproduction. Les couples grattent légèrement la terre pour y faire une petite cavité et y placer leur nid, constitué d'herbes sèches. Entre fin avril et fin juin, la femelle pond 4 à 6 œufs qu'elle couve environ 12 jours. Les petits prennent leur envol entre la mi-mai et la mi-juillet, soit environ deux semaines après leur éclosion. Durant cette période, les deux parents apportent de la nourriture à leurs petits au nid. Si cette couvée est détruite, il est possible que le couple fasse une seconde couvée dans l'année.

## Cri
Le cri de cette alouette est un « dritt-dritt » sec, rapellant celui de l'Alouette monticole. Son chant, quant à lui, rapelle plutôt l'Alouette des champs, mais en plus rugueux et hésitant.